# Шрі Дева
Шрі Дева (д/н — 1044) — хаджі (цар) Шривіджаї у 1025—1044 роках. У китайських джерелах відомий як Шилі Техуа.

## Життєпис
Походження та родинні стосунки з попередником Санграмою Віджаятунггаварманом достеменно не з'ясовано. Також залишається дискусійним ім'ям, оскільки це є напевне скороченим варіантом, оскільки «шрі» є почесним титулом, а «дева» зазвичай імена монархів завершувалися.
Посів трон 1025 року після поразки й полону останнього внаслідок вторгнення з Індостану армії та флоту Раджендри Чола I. Можливо поставлений останнім як васальний правитель без належності до панівної в Шривіджаї династії. Забезпечував політичні інтереси імперії Чола й тамільських торгівців в регіоні. 1028 року відправив посольство до сунського імператора Чжао Чженя.
1030 року визнав захоплення Аірлангою, магараджею Кахуріпана, земель колишнього Матараму. Останній номінально визнав зверхність Шривіджаї, оженившись з донькою або небіжкою Шрі Деви. Ймовірно був повалений в рік смерті Раджендри Чола I або невдовзі після цього. До влади прийшов Самара Віджаятунггаварман.